# Rema 1000
Rema 1000 - норвежская сеть продуктовый магазинов. Свои магазины имеет в Дании и Норвегии.

## Название
Первое слово названия происходит от двух норвежских слов: Reitan Mat (Еда Рейтана), а 1000 обозначает ассортимент в 1000 товаров, но в данный момент ассортимент больше, но название остаётся прежним.

## Охват стран
| Страна   | Первый магазин | Всего магазинов |
| -------- | -------------- | --------------- |
| Норвегия | 1979           | 643             |
| Дания    | 1994           | 419             |
| Всего    |                | 1062            |

## Внешние ссылки
Официальный сайт Rema 1000